# László Novakovszky
László Novakovszky (Budapest, 27 dicembre 1923 – San Paolo, 12 settembre 2008) è stato un cestista ungherese.

## Carriera
Con l'Ungheria ha disputato i Giochi olimpici di Londra 1948.